# Notovoluta hoskensae
Notovoluta hoskensae is een slakkensoort uit de familie van de Volutidae. De wetenschappelijke naam van de soort is voor het eerst geldig gepubliceerd in 1992 door Poppe.